# Tyromyces singeri
Tyromyces singeri är en svampart som beskrevs av Ryvarden 1987. Tyromyces singeri ingår i släktet Tyromyces och familjen Polyporaceae.   Inga underarter finns listade i Catalogue of Life.